# Thomas Pidcock
Thomas Pidcock, MBE (Leeds, 30 luglio 1999), è un ciclista su strada, ciclocrossista e mountain biker britannico che corre per la Q36.5 Pro Cycling Team. Professionista dal 2018, ha caratteristiche di scalatore.
In carriera ha vinto su strada la Freccia del Brabante 2021, una tappa al Tour de France 2022, la Strade Bianche 2023 e la Amstel Gold Race 2024; nel ciclocross il titolo mondiale Under-23 nel 2019 e il titolo mondiale Elite nel 2022; nel cross country ha vinto i titoli mondiali Under-23 e di E-MTB nel 2020, la medaglia d'oro ai Giochi olimpici di Tokyo 2020 e Parigi 2024, ed il titolo Elite nei Campionati del mondo di mountain bike 2023.

## Carriera

### Inizi

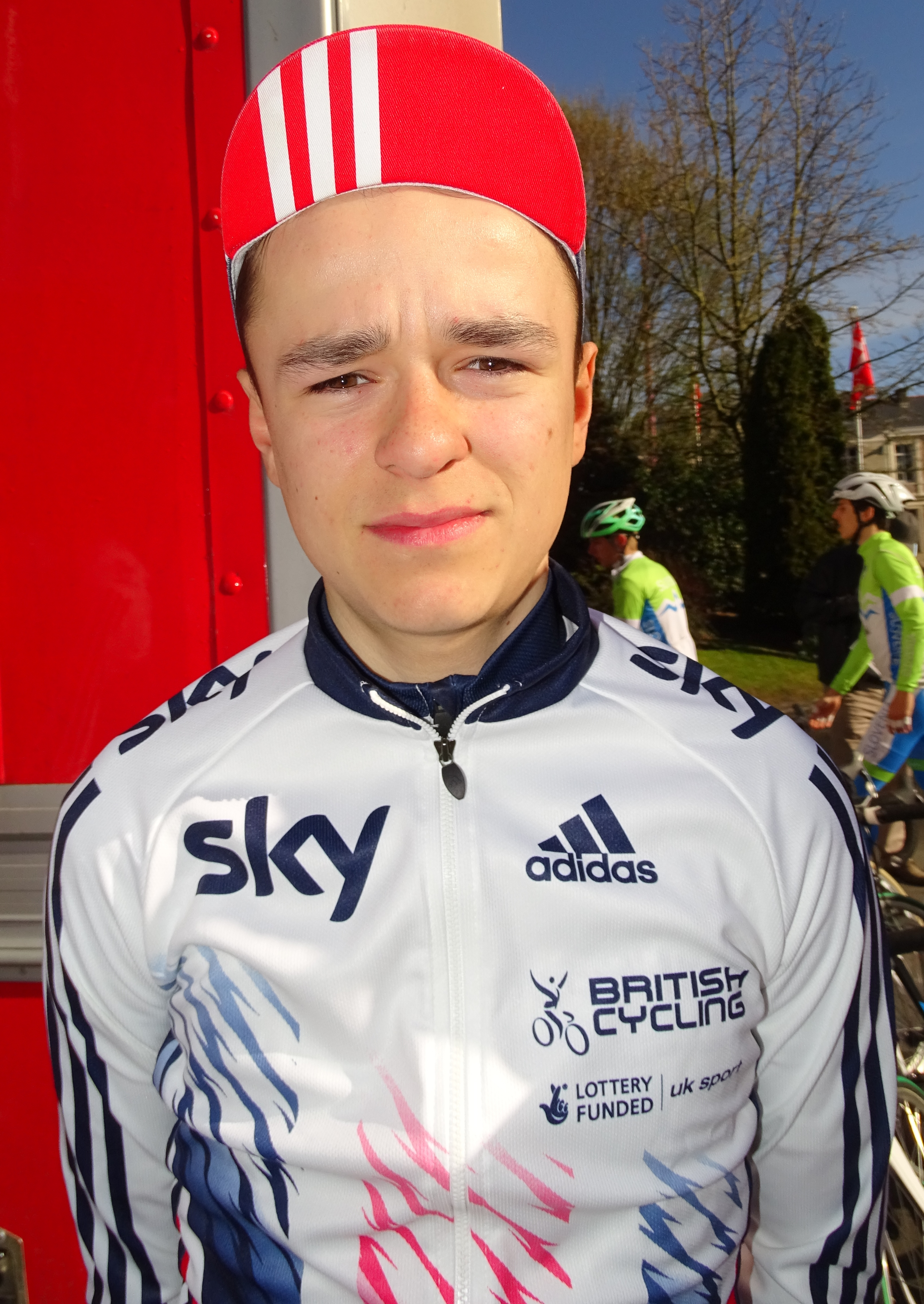
Thomas Pidcock alla Parigi-Roubaix Juniors 2016.

Dopo aver conseguito diversi risultati di alto livello durante la stagione di ciclocross 2015-2016, incluso un risultato tra i primi cinque nella gara junior ai Campionati del mondo di specialità 2016 sul circuito di Zolder, Pidcock è salito alla ribalta nella categoria. Nel settembre 2016, Pidcock ha ottenuto una vittoria su strada, vincendo la Philippe Gilbert Juniors. Successivamente, si è concentrato sulla stagione ciclocross 2016-2017; a ottobre ha vinto la prova di Superprestige a Zonhoven, e quindi si è imposto ai Campionati europei di ciclocross a Pontchâteau, in Francia. Durante la gara, Pidcock è riuscito a portarsi al comando nel corso del terzo giro, vincendo la medaglia d'oro con 14 secondi di vantaggio sul francese Nicolas Guillemin.
Successivamente, a novembre, Pidcock ha ottenuto vittorie al Grote Prijs van Hasselt, al Bollekescross valido per il DVV Verzekeringen Trofee e il suo primo podio nella Coppa del mondo di ciclocross 2016-2017 Junior, cogliendo il terzo posto a Zeven, Germania. Ha ottenuto poi la sua prima vittoria in Coppa del mondo il mese successivo nel Cyclo-cross de la Citadelle a Namur, davanti al francese Antoine Benoist. Le sue prestazioni hanno attirato l'attenzione del team manager della Telenet Fidea-Lions, l'ex campione del mondo Sven Nys, deciso ad ingaggiare Pidcock per la sua squadra. In una gara di preparazione per i Campionati del mondo di ciclocross 2017, Pidcock ha vinto il suo primo titolo di Campione nazionale britannico di ciclocross junior a Bradford e ha vinto una seconda gara di Coppa del Mondo imponendosi nel Grote Prijs Adrie van der Poel a Hoogerheide, davanti al compagno di squadra Ben Turner.
In seguito a questi risultati, Pidcock è arrivato ai Campionati del mondo come uno dei favoriti per la gara junior. Su un percorso ghiacciato a Bieles, in Lussemburgo, Pidcock ha preso il comando al secondo giro e lo ha mantenuto per il resto della gara, ottenendo la maglia iridata, primo Junior britannico a riuscirci dai tempi di Roger Hammond nel 1992. I compagni di squadra Dan Tulett e Ben Turner hanno completato il podio e la festa britannica. Dopo questa performance, i media belgi lo hanno soprannominato "mini-Sagan", in riferimento a Peter Sagan.

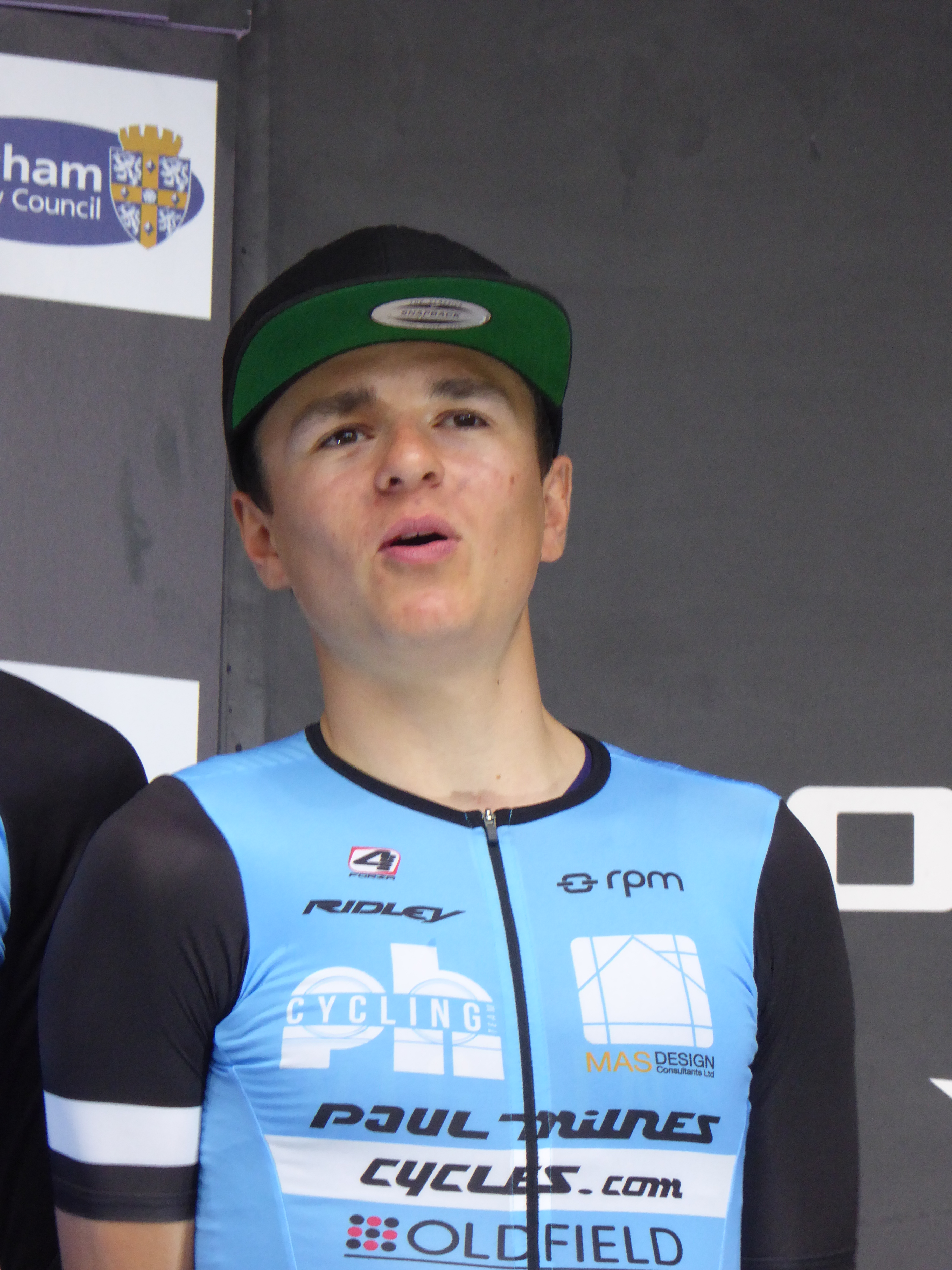
Tom Pidcock premiato alle Tour Series a Durham, nel maggio 2017.

Nell'aprile 2017, due mesi e mezzo dopo la sua vittoria ai Campionati mondiali di ciclocross Junior, Pidcock ha vinto la Parigi-Roubaix Juniors, con un attacco in solitaria al Carrefour de l'Arbre a 15 km dal traguardo. A luglio ha vinto la gara élite del British National Circuit Race Championships a Sheffield, a soli 17 anni, attaccando sull'ultima salita all'ultimo giro e conquistando il titolo davanti a Harry Tanfield e Jon Mold. Oltre ai suoi successi nel ciclocross, criterium e gare su strada, ad agosto ha vinto il campionato nazionale britannico di scratch juniores in pista. Il 19 settembre 2017 ha vinto la cronometro junior ai Mondiali su strada 2017 in Norvegia.

### Telenet-Fidea Lions
All'inizio di giugno 2017, Pidcock ha annunciato che si sarebbe unito alla squadra Telenet-Fidea Lions da ottobre, con un contratto di due anni. Pidcock ha fatto il suo debutto con la squadra al Polderscross, prova del Brico Cross il 14 ottobre 2017, dove ha concluso al nono posto, a 1'17" dal vincitore della gara Mathieu van der Poel. Il 21 ottobre ha ottenuto la sua prima vittoria con sua nuova squadra, vincendo la gara under 23 alla Niels Albert CX, tenutasi a Boom, nell'ambito della Superprestige. Pidcock ha concluso con otto secondi di vantaggio su Adam Ťoupalík. Il giorno successivo, Pidcock ha nuovamente avuto la meglio su Ťoupalík nella prima gara di Coppa del Mondo Under 23 della stagione, la Duinencross a Koksijde. A novembre, Pidcock ha vinto la medaglia d'argento nella gara Under-23 ai Campionati europei a Tábor, in Repubblica Ceca, alle spalle del belga Eli Iserbyt che lo ha superato in una discussa volata a due, con il britannico che ha accusato il proprio avversario di irregolarità. A dicembre, è stato annunciato che Pidcock avrebbe corso per il Team Wiggins nelle gare su strada nel 2018. Il 26 dicembre 2017, Pidcock ha vinto la sua quarta gara di Coppa del Mondo in altrettante partenze, al Grote Prijs Eric De Vlaeminck svoltosi al circuito di Zolder. La vittoria gli ha dato un vantaggio inattaccabile nella classifica di Coppa del Mondo, dal momento che per la classifica finale contano i migliori quattro punteggi (su sette gare) di ciascun corridore.
Durante la preparazione ai Campionati del mondo di ciclocross 2018, Pidcock ha vinto il suo primo titolo nazionale britannico Under-23 di ciclocross a Hetton-le-Hole, vincendo la gara con un distacco di oltre un minuto sul secondo. Tuttavia, nonostante fosse considerato il favorito per il titolo Under-23 ai Mondiali, è arrivato solo 15º a causa di una brutta partenza di gara durante la quale ha perso l'equilibrio sui pedali.

### TP Racing, Team Wiggins e Trinity
Nell'agosto 2018 è stato annunciato che Pidcock e Telenet-Fidea Lions avevano concordato di comune accordo di terminare il loro contratto per consentire a Pidcock di unirsi al nuovo team britannico di ciclocross TP Racing. La squadra è stata fondata dall'agenzia Trinity Sports Management e un portavoce di Trinity ha indicato che la nuova squadra sarebbe stata costruita attorno a Pidcock. La squadra ha fatto il suo debutto nell'ottobre 2018. Durante la stagione 2018-19, Pidcock ha vinto la sua seconda Coppa del Mondo di ciclocross Under-23, il Superprestige Under-23, il Campionato europeo Under-23, e il Campionato mondiale Under-23, oltre al campionato nazionale britannico senior.
Dopo la stagione del ciclocross, Pidcock ha aggiunto, alla Parigi-Roubaix Juniors vinta due anni prima, il successo alla Parigi-Roubaix Espoirs nel giugno 2019, diventando il primo britannico a vincere la versione Under-23 della gara. Il mese successivo, mostrando di poter passare con facilità da una disciplina all'altra, ha vinto il campionato nazionale britannico di cross country Under-23 a Cannock Chase in uno sprint a tre. Ai Mondiali su strada 2019, tenuti sulle strade di casa nello Yorkshire, Pidcock ha tagliato il traguardo della corsa su strada Under-23 al quarto posto, anche se questo è stato successivamente promosso al terzo posto poiché il vincitore iniziale Nils Eekhoff è stato squalificato.

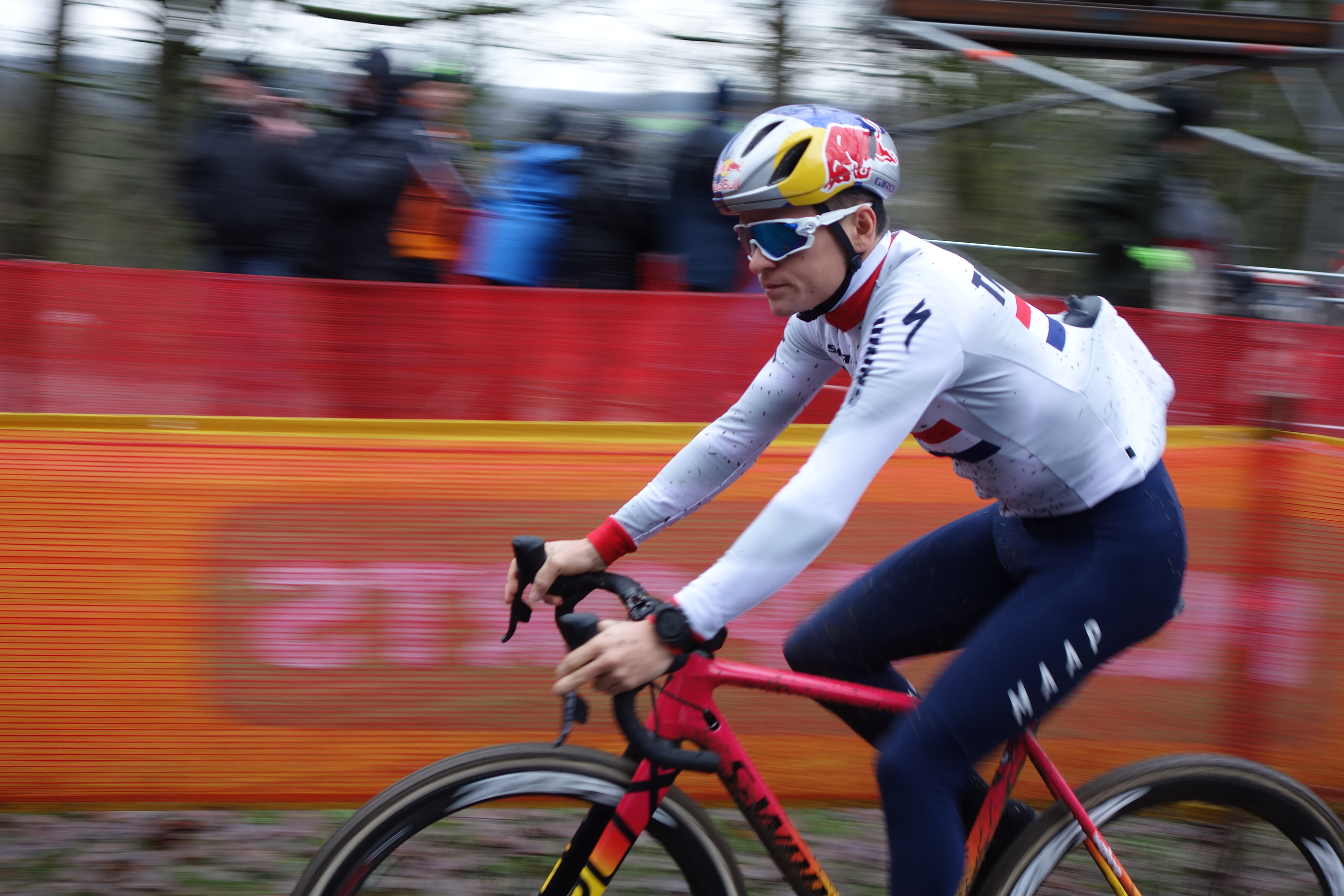
Tom Pidcock in azione al cross di Namur, nel dicembre 2019.

La TP Racing è stata rinominata Trinity Racing per la stagione di ciclocross 2019-20, con Pidcock che ha partecipato per la prima volta a un'intera stagione di competizioni Elite. Ha ottenuto quattro piazzamenti tra i primi dieci nella Coppa del mondo di ciclocross, prima di aggiudicarsi la medaglia d'argento ai Campionati del mondo dietro a Van der Poel, oltre a mantenere il suo titolo nazionale britannico. Nel febbraio 2020 è stato annunciato che Pidcock avrebbe corso per la Trinity Racing anche le corse su strada per la stagione 2020, dopo che il Team Wiggins ha chiuso a metà del 2019. Nel 2020, dopo l'interruzione delle corse dovuta alla pandemia di COVID-19, Pidcock è tornato alle competizioni ad agosto, facendo il suo debutto alle competizioni internazionali di mountain bike nella gara di Coppa di Francia all'Alpe d'Huez, dove è arrivato nono. Su strada è arrivato quarto nella cronometro Under-23 ai Campionati europei su strada 2020 e ha vinto il Giro d'Italia Under-23, indossando la maglia rosa di leader dopo il successo nella quarta tappa e mantenendola fino alla fine, dopo aver vinto altre due tappe.
A settembre, Pidcock corre ai Campionati del mondo su strada 2020 di Imola, debuttando nella gara in linea Elite come leader della squadra britannica in seguito all'annullamento delle gare Under-23 a causa alla pandemia di COVID-19. Termina la gara di 258 km - la corsa di un giorno più lunga della sua carriera fino a quel momento - al 42º posto, rimanendo vicino al gruppo di testa per la maggior parte della gara prima di cedere nell'ultimo giro. Nell'occasione dichiarato di essere soddisfatto della sua prestazione e riceve i complimenti dell'esperto compagno di squadra Luke Rowe. Il mese successivo chiude la stagione tornando alla mountain bike: debutta nella prova di Coppa del mondo a Nové Město na Moravě, dove vince le due gare Under-23 del meeting, pur partendo dal fondo della griglia in entrambe le gare. Il suo giro più veloce in ciascuna delle gare risulta di sette secondi più veloce dei migliori corridori Elite. Successivamente partecipa ai Campionati del mondo di specialità a Leogang, dove conquista due maglie iridate di cross country, nell'e-MTB, con 35 secondi di vantaggio sul secondo classificato, e nella gara Under-23. In inverno è attivo nel ciclocross: il 13 dicembre vince la sua prima prova internazionale Elite, al Cyclocross Gavere valido per il Superprestige, mentre il 31 gennaio 2021 chiude al quarto posto la prova Elite ai mondiali di Ostenda.

### Ineos Grenadiers

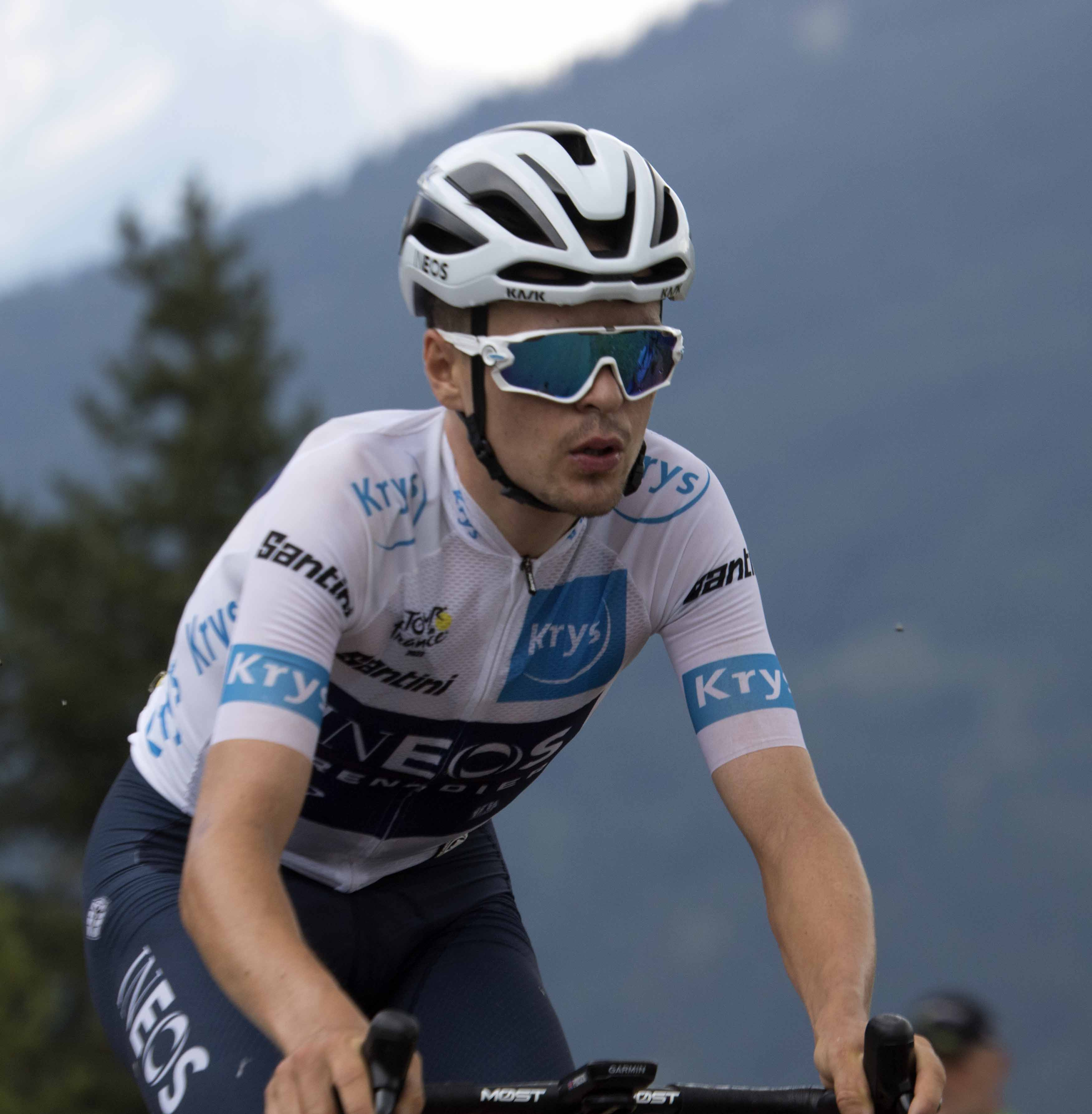
Tom Pidcock, in azione con la maglia bianca, durante la tredicesima tappa, del Tour de France 2022.

Nel settembre 2020 il team Ineos Grenadiers annuncia che Pidcock si sarebbe unito a loro dalla stagione 2021. Inizialmente era previsto che si unisse alla squadra dal 1º marzo, dopo la conclusione della stagione di ciclocross 2020-2021, ma nel gennaio 2021 viene annunciato che Pidcock si sarebbe unito alla squadra già dal 1º febbraio. Dopo aver debuttato con la nuova maglia al Tour des Alpes-Maritimes et du Var, il 14 aprile 2021 Pidcock vince la Freccia del Brabante davanti a Wout Van Aert, mentre il 18 aprile, all'Amstel Gold Race il belga si prende la rivincita battendo Pidcock al fotofinish.
Successivamente, il 26 luglio, Pidcock partecipa alla gara di cross country dei Giochi olimpici di Tokyo, vincendo la medaglia d'oro. Nel finale della stagione su strada, dopo aver concluso la sua prima Vuelta a España, coglie il sesto posto nella prova in linea ai campionati del mondo su strada nelle Fiandre. Conclusa l'attività su strada, tra dicembre e gennaio è attivo nel ciclocross, supportato da Ineos Grenadiers: si aggiudica due prove di Coppa del mondo, a Rucphen e Hulst, e il 30 gennaio 2022 a Fayetteville, in maglia britannica, conquista in solitaria il titolo mondiale Elite di specialità. Nel 2025 lascia definitivamente la Ineos-Grenadiers per accasarsi alla formazione Q36.5: nella nuova squadra gareggerà anche in mountain bike, ma per il fuoristrada continuerà a pedalare su bici Pinarello.

### 2025: Il passaggio alla Q36.5
La stagione 2025 si apre con la vittoria nella classifica generale dell'AlUla Tour, dove il britannico conquista due tappe e la classifica generale finale.

## Palmarès

### Strada
- 2016 (Juniores)

La Philippe Gilbert Juniors
- 2017 (Juniores)

Parigi-Roubaix Juniors
3ª tappa Grand Prix Rüebliland (Möhlin, cronometro)
Classifica generale Grand Prix Rüebliland
Campionato del mondo, Prova a cronometro Juniores
- 2019 (Team Wiggins)

2ª tappa, 2ª semitappa Triptyque des Monts et Châteaux (Wodecq > Celles)
Parigi-Roubaix Espoirs
2ª tappa Tour Alsace (Vesoul > La Planche des Belles Filles)
Classifica generale Tour Alsace
- 2020 (Trinity Road Racing)

4ª tappa Giro d'Italia Under-23 (Bonferraro > Bolca)
7ª tappa Giro d'Italia Under-23 (Barzio > Montespluga)
8ª tappa Giro d'Italia Under-23 (Aprica > Aprica)
Classifica generale Giro d'Italia Under-23
- 2021 (Ineos Grenadiers, una vittoria)

Freccia del Brabante
- 2022 (Ineos Grenadiers, una vittoria)

12ª tappa Tour de France (Briançon > Alpe d'Huez)
- 2023 (Ineos Grenadiers, due vittorie)

4ª tappa Volta ao Algarve (Albufeira > Alto do Malhão)
Strade Bianche
- 2024 (Ineos Grenadiers, una vittoria)

Amstel Gold Race
- 2025 (Q36.5 Pro Cycling Team, cinque vittorie)

2ª tappa AlUla Tour (AlUla Old Town > Bir Jaydah Mountain Wirkah)
4ª tappa AlUla Tour (Maraya > Skyviews of Harrat Uwayrid)
Classifica generale AlUla Tour
2ª tappa Vuelta a Andalucía (Alcaudete > Torredelcampo)
3ª tappa Arctic Race of Norway (Husøy > Målselv)

#### Altri successi
- 2017 (Juniores)

2ª tappa, 1ª semitappa Aubel - Thimister-La Gleize (Thimister > Thimister, cronosquadre)
Classifica a punti Grand Prix Rüebliland
- 2019 (Team Wiggins)

Classifica a punti Triptyque des Monts et Châteaux
Classifica giovani Tour Alsace
- 2020 (Trinity Road Racing)

Classifica scalatori Giro d'Italia Under-23
- 2022 (Ineos Grenadiers)

Classifica a punti Tour of Britain
- 2025 (Q36.5 Pro Cycling Team)

Classifica a punti AlUla Tour

### Ciclocross
- 2016-2017 (Juniores)

British Cycling National Trophy Derby
Polderscross
Hansgrohe Superprestige Zonhoven
Campionati britannici, gara Juniores
Campionati europei, gara Juniores
Hasselt
British Cycling National Trophy Houghton-Le-Spring
UCI World Cup Zeven, Juniores
DVV verzekeringen trofee - Flandriencross
UCI World Cup Namur, Juniores
UCI World Cup Hoogerheide, Juniores
Vestingcross Hulst
Campionati del mondo, gara Juniores
- 2017-2018

Crosstober (Abergavenny)
Telenet Superprestige Niels Albert CX
UCI World Cup Koksijde, Under-23
UCI World Cup Bogense, Under-23
DVV verzekeringen trofee - Koppenbergcross
Telenet Superprestige Gavere
UCI World Cup Namur, Under-23
UCI World Cup Heusden-Zolder, Under-23
Telenet Superprestige Diegem
Campionati britannici, gara Under-23
Telenet Superprestige Noordzeecross Middelkerke
- 2018-2019

Campionati europei, gara Under-23
UCI World Cup Tábor, Under-23
UCI World Cup Koksijde, Under-23
UCI World Cup Namur, Under-23
Campionati britannici, gara Elite
UCI World Cup Pontchâteau, Under-23
DVV verzekeringen trofee - Krawatencross
Campionati del mondo, gara Under-23
- 2019-2020

Campionati britannici, gara Elite
Classifica generale Superprestige Under-23
- 2020-2021 (Trinity Racing, una vittoria)

Cyclocross Gavere, 6ª prova Superprestige (Asper-Gavere)
- 2021-2022 (Ineos Grenadiers, quattro vittorie)

Cyclocross Rucphen, 10ª prova Coppa del mondo (Rucphen)
Vestingcross, 13ª prova Coppa del mondo (Hulst)
Cyclocross Gullegem (Gullegem)
Campionati del mondo, Elite
- 2022-2023 (Ineos Grenadiers, due vittorie)

Urban Cross (Kortrijk, 2ª prova X2O Badkamers Trofee)
Niels Albert CX (Boom, 4ª prova Superprestige)
- 2023-2024 (Ineos Grenadiers, una vittoria)

Cyclo-cross de la Citadelle, 8ª prova Coppa del mondo (Namur)

### Mountain biking
- 2019

Campionati britannici, Cross country Under-23
- 2020

1ª prova Coppa del mondo, Cross country Under-23 (Nové Město na Moravě)
2ª prova Coppa del mondo, Cross country Under-23 (Nové Město na Moravě)
Campionati del mondo, Cross country Under-23
Campionati del mondo, E-MTB Cross country
- 2021

Leukerbad
2ª prova Coppa del mondo, Cross country Elite (Nové Město na Moravě)
Giochi olimpici, Cross country
- 2022

2ª prova Coppa del mondo, Cross country Elite (Albstadt)
3ª prova Coppa del mondo, Cross country Elite (Nové Město na Moravě)
Campionati europei, Cross country Elite
- 2023

Chur
Coppa del mondo, Cross country Elite (Nové Město na Moravě), Short track
Coppa del mondo, Cross country Elite (Nové Město na Moravě)
Campionati del mondo, Cross country Elite
Coppa del mondo, Cross country Elite (Mont St. Anne)
- 2024

La Nucia
Coppa del mondo, Cross country Elite (Nové Město na Moravě)
Coppa del mondo, Cross country Elite (Crans-Montana), Short track
Coppa del mondo, Cross country Elite (Crans-Montana)
Giochi olimpici, Cross country

### Pista
- 2017 (Juniores)

Campionati britannici, Scratch Juniores

## Piazzamenti

### Grandi Giri
- Giro d'Italia

2025: 16º
- Tour de France

2022: 16º
2023: 13º
2024: non partito (14ª tappa)
- Vuelta a España

2021: 67º

### Classiche monumento
- Milano-Sanremo

2021: 15º
2022: ritirato
2024: 11º
2025: 40º
- Giro delle Fiandre

2021: 41º
2022: 14º
2023: 52º
- Parigi-Roubaix

2024: 17º
- Liegi-Bastogne-Liegi

2022: 103º
2023: 2º
2024: 10º
2025: 9º

### Competizioni mondiali

#### Strada
- Campionati del mondo

Doha 2016 - In linea Juniores: 61º
Bergen 2017 - Cronometro Juniores: vincitore
Bergen 2017 - In linea Juniores: 25º
Yorkshire 2019 - In linea Under-23: 3º
Imola 2020 - In linea Elite: 42º
Fiandre 2021 - In linea Elite: 6º
- Giochi olimpici

Parigi 2024 - In linea: 13º

#### Ciclocross
- Campionati del mondo

Heusden-Zolder 2016 - Juniores: 5º
Bieles 2017 - Juniores: vincitore
Valkenburg 2018 - Under-23: 15º
Bogense 2019 - Under-23: vincitore
Dübendorf 2020 - Elite: 2º
Ostenda 2021 - Elite: 4º
Fayetteville 2022 - Elite: vincitore
- Coppa del mondo[49]

2015-2016 - Juniores: 17º
2016-2017 - Juniores: 3º
2017-2018 - Under-23: vincitore
2018-2019 - Under-23: vincitore
2019-2020 - Elite: 20º
2020-2021 - Elite: 7º
2021-2022 - Elite: 11º

#### Mountain biking
- Campionati del mondo

Leogang 2020 - Cross country Under-23: vincitore
Leogang 2020 - E-MTB Cross country: vincitore
Les Gets 2022 - Cross country Elite: 4º
Glasgow 2023 - Cross country short track: 3º
Glasgow 2023 - Cross country Elite: vincitore
Vallnord 2024 - Cross country Elite: 3º
- Coppa del mondo

2021 - Cross country Elite: 18º
2022 - Cross country Elite: 24º
- Giochi olimpici

Tokyo 2020 - Cross country: vincitore
Parigi 2024 - Cross country: vincitore

### Competizioni europee
- Campionati europei su strada

Plumelec 2016 - In linea Juniores: 61º
Plouay 2020 - Cronometro Under-23: 4º
Plouay 2020 - In linea Elite: 55º
- Campionati europei di mountain bike

Monaco di Baviera 2022 - Cross country Elite: vincitore
- Campionati europei di ciclocross

Huijbergen 2015 - Juniores: 8º
Pontchâteau 2016 - Juniores: vincitore
Tábor 2017 - Under-23: 2º
Rosmalen 2018 - Under-23: vincitore
Silvelle 2019 - Elite: 8º